# Euschema
Euschema là một chi bướm đêm thuộc họ Geometridae.